# 塞涅
塞涅（法語：Ceignes，法語發音：[sɛɲ] ⓘ）是法国东部安省的一个市镇，属于楠蒂阿区。

## 地理
塞涅（46°7'13"N, 5°29'57"E）面积10.01 平方千米，位于法国奥弗涅-罗讷-阿尔卑斯大区安省，该省份为法国东部省份，北起汝拉省，西北接索恩-卢瓦尔省，西接罗讷省和里昂大都会，南至伊泽尔省，东与萨瓦省、上萨瓦省和瑞士接壤。
与塞涅接壤的市镇（或旧市镇、城区）包括：沙勒拉蒙塔涅、拉巴尔姆、莱萨尔、马亚、佩里亚、圣阿尔邦。

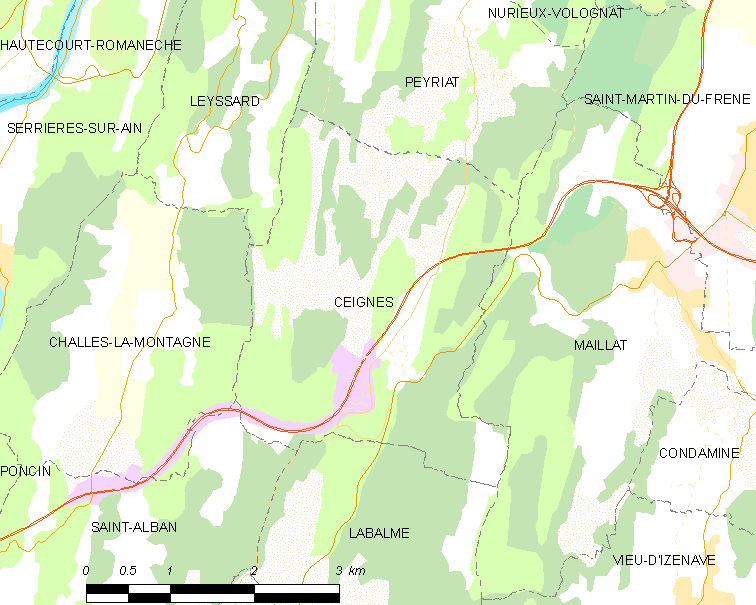
塞涅的OSM定位图

塞涅的时区为UTC+01:00、UTC+02:00（夏令时）。

## 行政
塞涅的邮政编码为01430，INSEE市镇编码为01067。

## 政治
塞涅所属的省级选区为蓬丹县、canton of Izernore。

## 人口

1962-2008年间塞涅人口变化图示

塞涅于2022年1月1日时的人口数量为263人。